# G-Maru Edition
G-Maru Edition (ジーまるえでぃしょん?) è un manga scritto e disegnato da Mizuki Kawashita, pubblicato sul periodico mensile Jump Square di Shūeisha dal 2010 al 2012. La Panini Comics ha pubblicato l'edizione italiana a partire dal 13 novembre 2014.

## Nota
1. ↑   G-Maru Edition, su paninicomics.it, Panini Comics, 1º ottobre 2014. URL consultato il 29 aprile 2015 (archiviato dall'url originale il 24 marzo 2015).